# Desechería

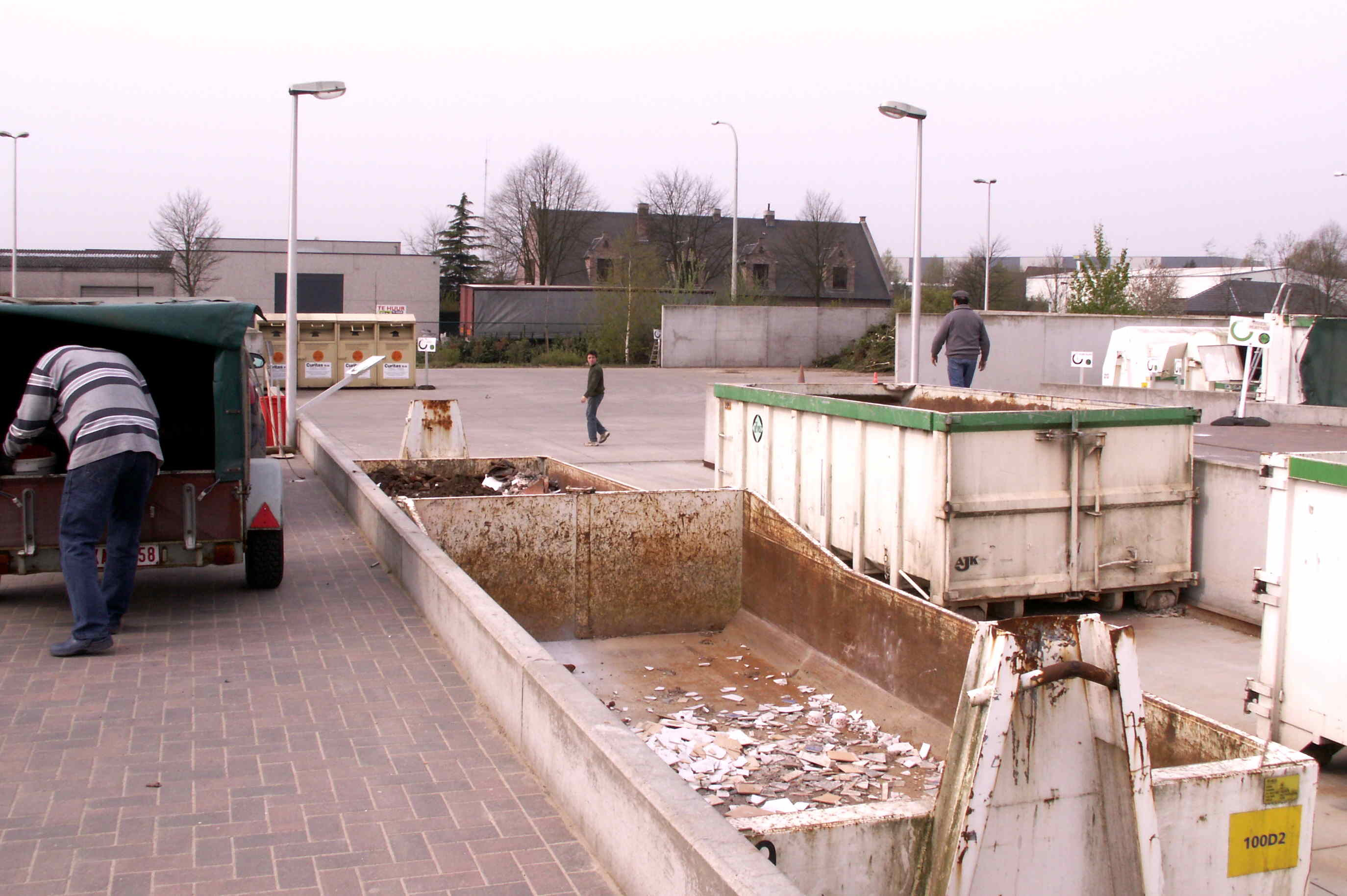
Desechería

Una desechería es una instalación que permite hacer la recogida selectiva de aquellas fracciones de residuos municipales para las que no hay un sistema de recogida domiciliaria.  
Son instalaciones cerradas y durante su apertura hay un servicio permanente de atención al público. El encargado de la desechería se encarga de informar a la gente, de la correcta gestión de los residuos y de las tareas administrativas.
Además de los puntos limpios, también existen los sitios de recogida móviles y las minidesecherías.
La desechería móvil consiste en un vehículo de recogida itinerante que se sitúa en diferentes municipios o barrios según un calendario preestablecido. 
Las minidesecherías son pequeñas instalaciones que se encuentran dentro de un municipio y que permitiendo acercar el servicio al ciudadano y que depende de la desechería principal donde se transportan los residuos guardados. 
Los residuos de aceptación obligatoria por parte de una desechería son los residuos municipales ordinarios (papel y cartón, vidrio, envases, plásticos no envase, chatarra y metales y textiles), los residuos municipales especiales (fluorescentes y lámparas de vapor de mercurio, neumáticos, baterías, disolventes, pinturas y barnices, pilas, frigoríficos y electrodomésticos con CFC y aceites minerales de particular) 
Los residuos municipales voluminosos (electrodomésticos que no contienen sustancias peligrosas y muebles) y otros residuos (maderas, restos de jardín y escombros procedentes de obras menores).